# 茵陈二炔酮
茵陈二炔酮（英語：Capillin，或称为茵陈炔酮，毛蒿素）是一种天然的有机化合物，分子式为C
12H
8O。分子结构中带有一个苯环与一个羰基以及与之相连的两个碳碳三键，构成共轭二炔酮。
茵陈二炔酮存在于在许多蒿属物种（如龍蒿 Artemisia dracunculus ）提取的精油中。这一化合物最早于1956年在茵蔯蒿（Artemisia capillaris ）中分离。

## 应用
茵陈二炔酮是一种生物活性物质，具有强的抗真菌活性，可能具有抗肿瘤活性。茵陈二炔酮具有细胞毒性作用，在体外实验中能使A549、HEp-2、MIA PaCa-2等人肿瘤细胞凋亡。